# Andreaea leiophylla
Andreaea leiophylla är en bladmossart som beskrevs av Jules Cardot och Georg Roth 1913. Andreaea leiophylla ingår i släktet sotmossor, och familjen Andreaeaceae. Inga underarter finns listade i Catalogue of Life.